# McCarroll Peak
Der McCarroll Peak ist ein 1105 m hoher und felsiger Berg an der Oskar-II.-Küste des Grahamlands auf der Antarktischen Halbinsel. Er ragt an der Südseite des Richthofen-Passes südwestlich des Scar Inlet auf.
Vermutlich wurde er bei der Schwedischen Antarktisexpedition (1901–1904) unter Otto Nordenskjöld erstmals gesichtet. Der australische Polarforscher Hubert Wilkins identifizierte ihn bei seinem Überflug am 20. Dezember 1928 irrtümlich als Kap und benannte es nach Henry George McCarroll (1901–1950), einem Geschäftsmann und Luftfahrtpionier aus Detroit. Wilkins’ Benennung wurde nach Aufdeckung der wahren Natur des geografischen Objekts beibehalten.